# ويليام هنري هاينز
ويليام هنري هاينز (بالإنجليزية: William Henry Hines) هو محامي وسياسي أمريكي، ولد في 15 مارس 1856 ببروكلين في الولايات المتحدة، وتوفي في 17 يناير 1914 بويلكس بار في الولايات المتحدة. حزبياً، نشط في الحزب الديمقراطي. وقد انتخب عضو مجلس ولاية بنسيلفانيا وانتخب عضو مجلس نواب بنسيلفانيا وانتخب عضو مجلس النواب الأمريكي.